# Tanjungsari (Petanahan)
Tanjungsari is een bestuurslaag in het regentschap Kebumen van de provincie Midden-Java, Indonesië. Tanjungsari telt 3734 inwoners (volkstelling 2010).